# Cyclommatus tittonii
Cyclommatus tittonii là một loài bọ cánh cứng trong họ Lucanidae. Loài này được Lacroix in Lacroix Ratti & TARONI mô tả khoa học năm 1983.